# Tommaso Salvini

Tommaso Salvini

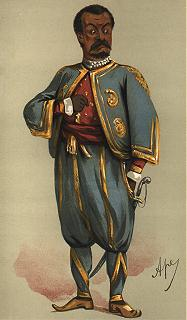
Salvini als Othello, aus: Vanity Fair vom 22. Mai 1875

Tommaso Salvini (* 1. Januar 1829 in Mailand; † 31. Dezember 1915 in Florenz) war ein italienischer Schauspieler.

## Leben
Tommaso Salvini verriet früh Begabung für das Theater. Bereits mit 14 Jahren wurde er Mitglied von F. A. Bons Theatergesellschaft und wechselte später in das Ensemble des berühmten Gustavo Modena. Anschließend bekam er ein Engagement bei der Compagnia Reale in Neapel und von dort wurde er vom Unternehmer Luigi Domeniconi engagiert, in dessen Truppe er mit Erfolg an der Seite der Adelaide Ristori spielte.
Nach sechs Jahren zog er sich auf einige Zeit von der Bühne zurück, um sich dem Studium des klassischen Repertoires hinzugeben. Hierauf Mitglied der Dondinischen Gesellschaft, spielte Salvini von 1864 bis 1867 bei den Florentinern und stellte sich endlich an die Spitze einer eignen Truppe, mit der er vielen Orten Gastspiele gab.
Nicht nur in Paris, auch in Portugal, Spanien, England, ja in Nord- und Südamerika, auch in Wien und Berlin trat er mit glänzendem Erfolg auf. Salvini war vielleicht der bedeutendste Schauspieler der Gegenwart und von einer geradezu bewunderungswerten Verinnerlichung des Spiels. Während Ernesto Rossi Realist war, war Salvini im höchsten Grad Idealist.

## Rollen (Auswahl)
- Agisth – Merope (Vittorio Alfieri)
- Paolo – Francesca da Rimini (George Henry Boker)
- Hamlet – Hamlet (William Shakespeare)
- Othello – Othello (William Shakespeare)
- Romeo – Romeo und Julia (William Shakespeare)
- Cid – Der Cid (Pierre Corneille)
- Cinna – Cinna (Pierre Corneille)
- Karl XII – Charles XII, roi de Suède (Voltaire)
- Drosman – Zaïre (Vincenzo Bellini)